# Línea P

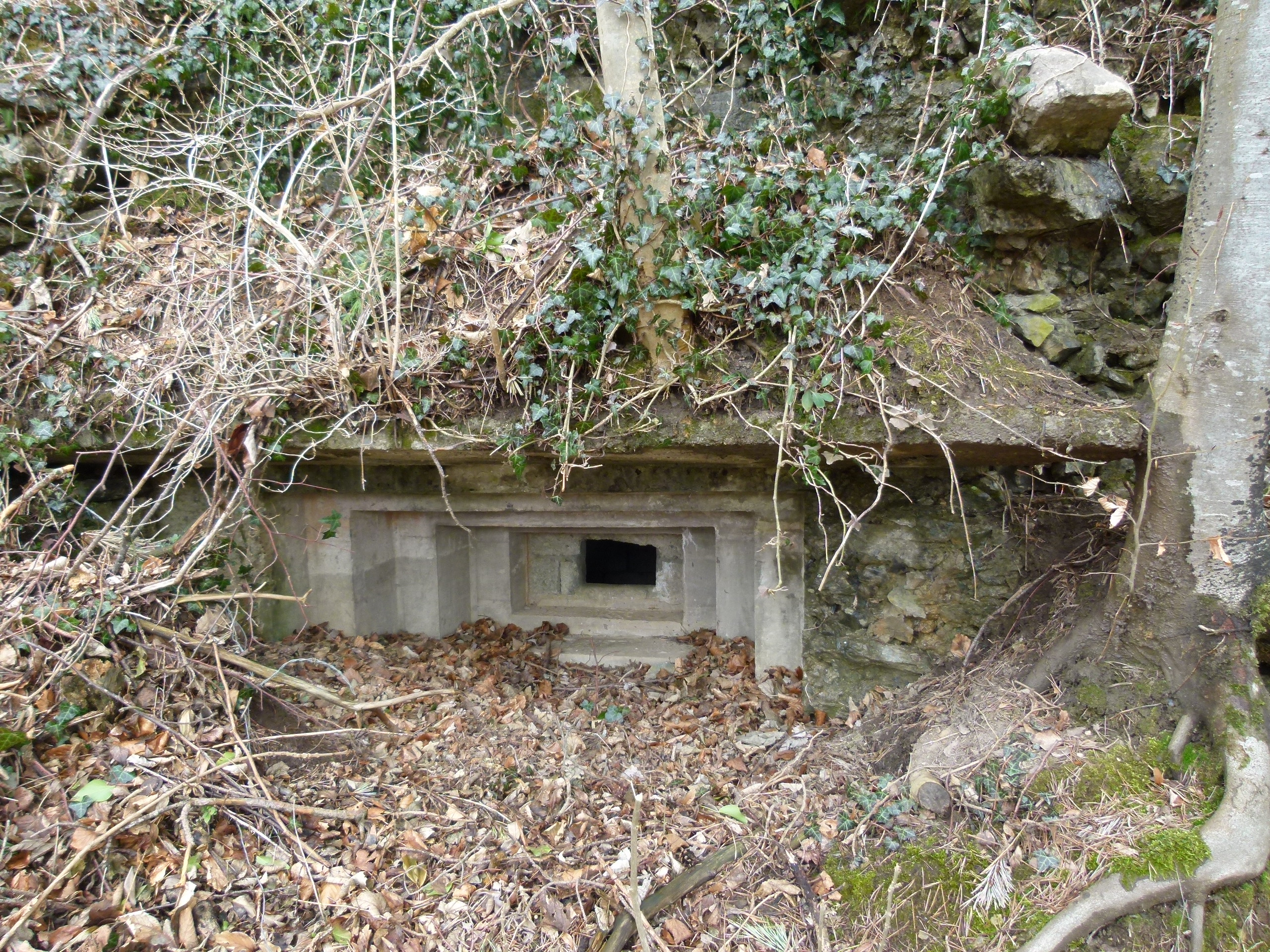
Maschinengewehrnest der Linea P in den katalonischen Pyrenäen

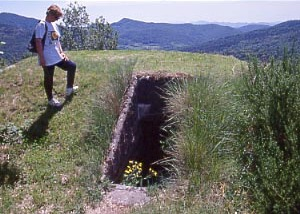
Eingang zu einer Kasematte in Camprodon

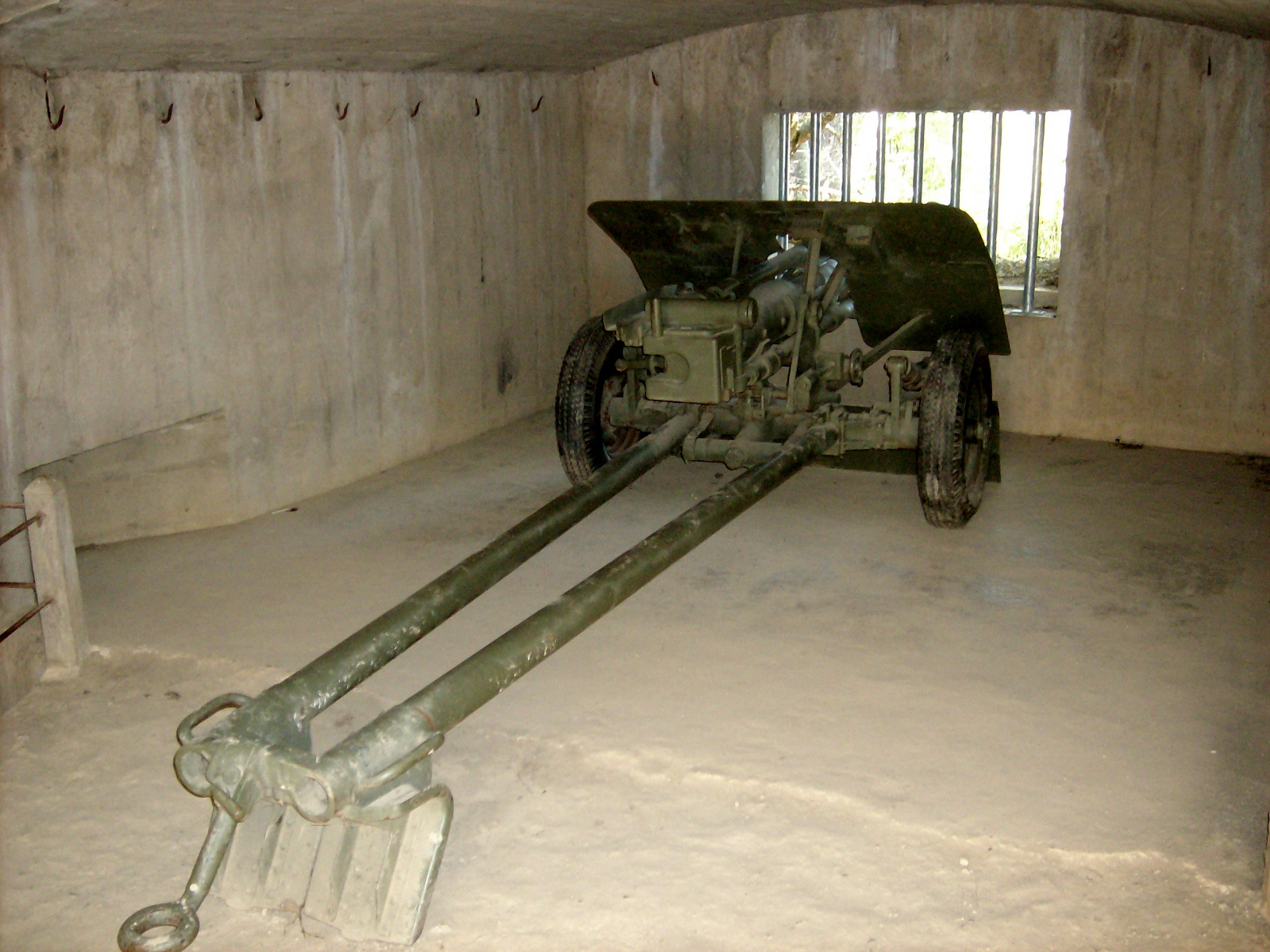
Panzerabwehrkanone im Bunker von Martinet

Die Línea P (P-Linie), offiziell: Organización defensiva del Pirineo, (auch unter den Namen  “Línea Pirineos”, “Línea Pérez” und “Línea Gutiérrez” bekannt) war eine befestigte Verteidigungslinie, die zwischen 1944 und 1948 durch den spanischen Diktator Francisco Franco in den Pyrenäen errichtet wurde, um eine Invasion der Alliierten in spanisches Gebiet zu verhindern.
Der Bau begann im Herbst 1944. Erste Studien des Geländes zur Vorbereitung der Verteidigungsanlage begannen aber schon 1939 und die Pläne waren 1943 fertiggestellt. Die Línea P bestand aus rund 10.000 Bunkern, von denen rund 6.000 fertiggestellt wurden. Um 1980 wurde die Befestigung endgültig aufgegeben. Sie erstreckte sich vom Mittelmeer bis zum Kantabrischen Gebirge über eine Länge von rund 500 km. Der Bau erfolgte durch Gefangene aus dem Bürgerkrieg und inhaftierte politische Gegner des Franco-Regimes, die in Arbeitsbataillonen (Batallones de Trabajadores) unmittelbar nach dem Spanischen Bürgerkrieg zusammengefasst waren, weiter von 1940 bis 1942 durch Disziplinarbataillone (Batallones Disciplinarios de Soldados Trabajadores).
Das Gegenstück bildete die 1944 vor der alliierten Invasion von den deutschen Besatzern in Frankreich errichtete Sperrlinie Pyrenäenfront mit einigen Dutzend Bunkern, die von Cerbère nach Hendaye führte.
Im Museum Parc dels búnkers de Martinet (Park der Bunker von Martinet) in der Provinz Lleida können verschiedene Bunkertypen besichtigt werden.